# Buena Vista (Virginie)
Pour les articles homonymes, voir Buena Vista.
Buena Vista est une ville indépendante située dans la région des Blue Ridge Mountains en Virginie, aux États-Unis. Sa population était de 6 650 habitants en 2010.

## Personnalités liées à Buena Vista
- Gary Jennings, né à Buena Vista en 1928, romancier.

## Source
- (en) Cet article est partiellement ou en totalité issu de l’article de Wikipédia en anglais intitulé « Buena Vista, Virginia » (voir la liste des auteurs).